# Ryan Corr

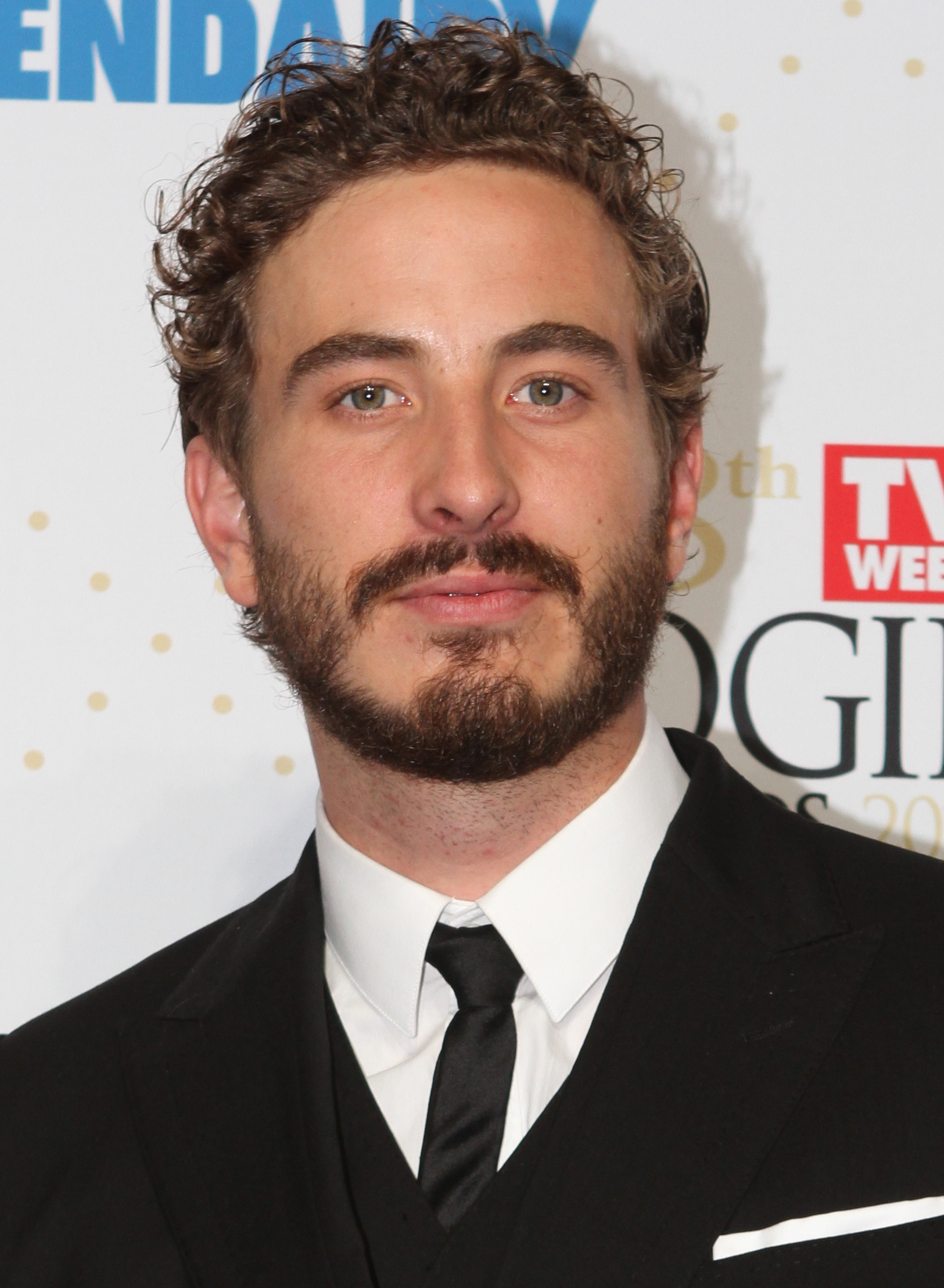
Ryan Corr (2016)

Ryan Corr (* 15. Januar 1989 in Melbourne, Victoria) ist ein australischer Schauspieler. Bekannt wurde er durch seine Rollen in den Serien Der Sleepover Club und in Blue Water High. In beiden Jugendserien spielte er eine der Hauptfiguren.

## Schauspielkarriere
In der ersten Staffel von Der Sleepover Club war er Matthew, der Anführer einer Gruppe von Jungen, die in Gegnerschaft zu einer Mädchenclique steht. In der zweiten Staffel von Blue Water High spielte er den leicht schusseligen Surfer Eric.
Von 2009 bis 2013 war er in der Familienserie Die Chaosfamilie als aus der Bahn geratener Jugendlicher Coby Jennings zu sehen, der bei der Familie Rafter Aufnahme und Unterstützung findet. 2014 wirkte er in dem Historiendrama Das Versprechen eines Lebens mit. Im Jahr 2015 spielte er in der Filmbiografie Holding the Man von Timothy Conigrave ebendiesen. Im Jahr 2016 beteiligte er sich in der ersten Staffel der Krimiserie Wanted, dort wo er in der Rolle von Chris Murphett zu sehen.

## Filmografie (Auswahl)
- 2003: Der Sleepover Club (The Sleepover Club, Fernsehserie)
- 2004: Silversun
- 2005: Scooter – Super-Spezialagent (Scooter: Secret Agent, Fernsehserie)
- 2005: Blue Heelers (Fernsehserie)
- 2006: Nachbarn (Neighbours, Fernsehserie)
- 2006: Blue Water High (Fernsehserie)
- 2007: Piranha
- 2009: Wo die wilden Kerle wohnen (Where the Wild Things Are)
- 2009–2013: Die Chaosfamilie (Packed to the Rafters, Fernsehserie)
- 2012: Sex ist (k)ein Kinderspiel (Not Suitable for Children)
- 2013: Wolf Creek 2
- 2014: Das Versprechen eines Lebens (The Water Diviner)
- 2015: Holding the Man
- 2016: Hacksaw Ridge – Die Entscheidung (Hacksaw Ridge)
- 2016: Wanted (Fernsehserie)
- 2018: Maria Magdalena (Mary Magdalene)
- 2019: Bloom (Fernsehserie, 6 Episoden)
- 2020: High Ground – Der Kopfgeldjäger (High Ground)
- 2022: House of the Dragon (Fernsehserie)